# Never a Dull Moment
Never a Dull Moment ist eine US-amerikanische Filmkomödie aus dem Jahr 1950 mit Irene Dunne und Fred MacMurray.

## Handlung
Die bekannte Komponistin und Songschreiberin Kay Kingsley verliebt sich Hals über Kopf in den Cowboy Chris Hayward und beide heiraten aus einem Impuls heraus. Kay lässt ihr glamouröses Leben in New York City hinter sich und folgt Chris auf seine Ranch Cougar Rock in Wyoming. Dort lernt Kay die beiden kleinen Töchter Nancy und Tina kennen, die zuerst wenig Neigung verspüren, ihre Stiefmutter zu akzeptieren. Kaum angekommen, wird Kay in den seit langem schwelenden Streit um die Wasserrechte mit dem Nachbarn Mears involviert. Es dauert Monate, bis Kay die Anforderungen an eine Farmersfrau  einigermaßen bewältigen kann. Schließlich führen Missverständnisse zu einem temporären Zerwürfnis zwischen den Eheleuten und Kay geht enttäuscht zurück nach New York. Doch Chris und die Kinder überzeugen Kay, dass ihr wahrer Platz in Wyoming sei.

## Hintergrund
Die Karriere von Irene Dunne neigte sich ab Mitte der 1940er allmählich dem Ende entgegen. Nach zwei erfolgreichen Auftritten als patente Mutter einer Großfamilie in Life with Father aus dem Jahr 1947 und I Remember Mama, der 1948 in den Verleih gekommen war, wurde es zunehmend schwerer für die Schauspielerin, geeignete Engagements zu bekommen. Die Produzentin Harriet Parsons, Tochter der bekannten Gesellschaftskolumnistin Louella Parsons und verantwortlich für I Remember Mama, bot Dunne schließlich die weibliche Hauptrolle in Never a Dull Moment an. Irene Dunne, die zum Zeitpunkt bereits 52 war, akzeptierte, auch aus dem Gefühl heraus, endlich wieder eine glamouröse Rolle spielen zu können.
Die mitunter haarsträubenden Erlebnisse von – vorzugsweise weiblichen – Großstadtbewohnern, die plötzlich auf dem Lande zurechtkommen müssen, war seit jeher ein beliebtes Filmsujet. So fand sich 1938 Merle Oberon als verwöhnte Tochter aus gutem Hause nach der aus einem Impuls heraus geschlossenen Ehe mit Gary Cooper in Mein Mann, der Cowboy plötzlich unter Ranchern und Viehtreibern wieder. Jean Arthur geht aus Liebe zu John Wayne in A Lady Takes A Chance 1942 freiwillig auf die Farm ihres Ehemannes. Die Grundidee des Großstädters auf dem Lande tauchte einige Jahrzehnte später in der erfolgreichen Fernsehserie Green Acres wieder auf, in der Eddie Albert als erfolgreicher Investmentbanker aus New York in die Wildnis zieht und dort gemeinsam mit seiner alles andere als begeisterten ungarische Ehefrau, gespielt von Eva Gabor, ein neues Leben beginnt. Never a Dull Moment orientiert sich mit seiner Ausgangssituation eng an dem Film Das Ei und ich, der 1947 Claudette Colbert als reiche New Yorkerin präsentierte, die ihrem Ehemann Fred MacMurray auf dessen Hühnerfarm im Mittleren Westen folgt und dort mit den Umständen zu kämpfen hat. Dem Drehbuch liegt die autobiographisch gefärbter Erzählung Who Could Ask for Anything More? aus dem Jahr 1943 zugrunde, in der die erfolgreiche Komponistin und Songschreiberin Kay Swift über die Erfahrungen als Ehefrau eines Rodeo-Reiters in Wyoming berichtete.
Für Irene Dunne war es die zweite Zusammenarbeit mit Fred MacMurray, mit dem sie 1939 bereits die Komödie Invitation to Happiness gedreht hatte. Die beiden Töchter von MacMurray werden von den Kinderstars Natalie Wood und Gigi Perreau gespielt. Während Wood den Sprung in das Erwachsenenfach schaffte, ging die Karriere von Perreau bald danach zu Ende.

## Kinoauswertung
Der Film spielte am Ende 1.475.000 US-Dollar ein.

## Kritiken
Die meisten Kritiker wiesen auf die Ironie zwischen dem Anspruch des Titels und dem tatsächlich als altmodisch und wenig originell empfundenen Drehbuch sowie die allzu große Vorhersehbarkeit der meisten Gags hin.
Die New York Times meinte sogar, die meisten komisch gemeinten Situationen seien tatsächlich so lustig wie der Tritt auf einen rostigen Nagel.